# Dragaš
Dragaš (serb. - cyrylica Драгаш, alb. Dragash lub Sharri) – miasto w południowym Kosowie (region Prizren), liczy około 10 tys. mieszkańców (2006). Burmistrzem miasta jest Halim Shemsidini.